# 扮仙

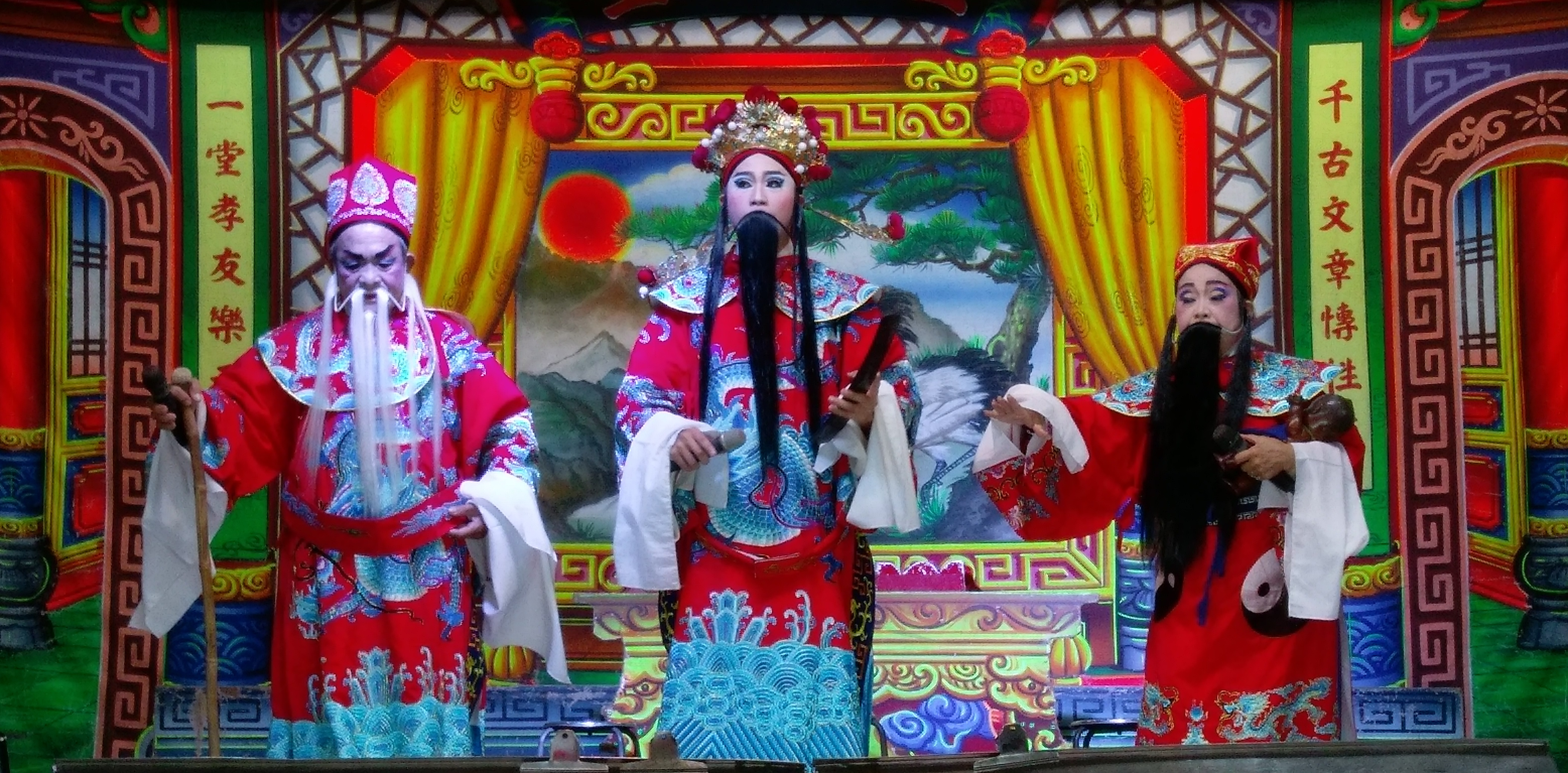
福祿壽三仙會是最基本也是最常見的扮仙劇目

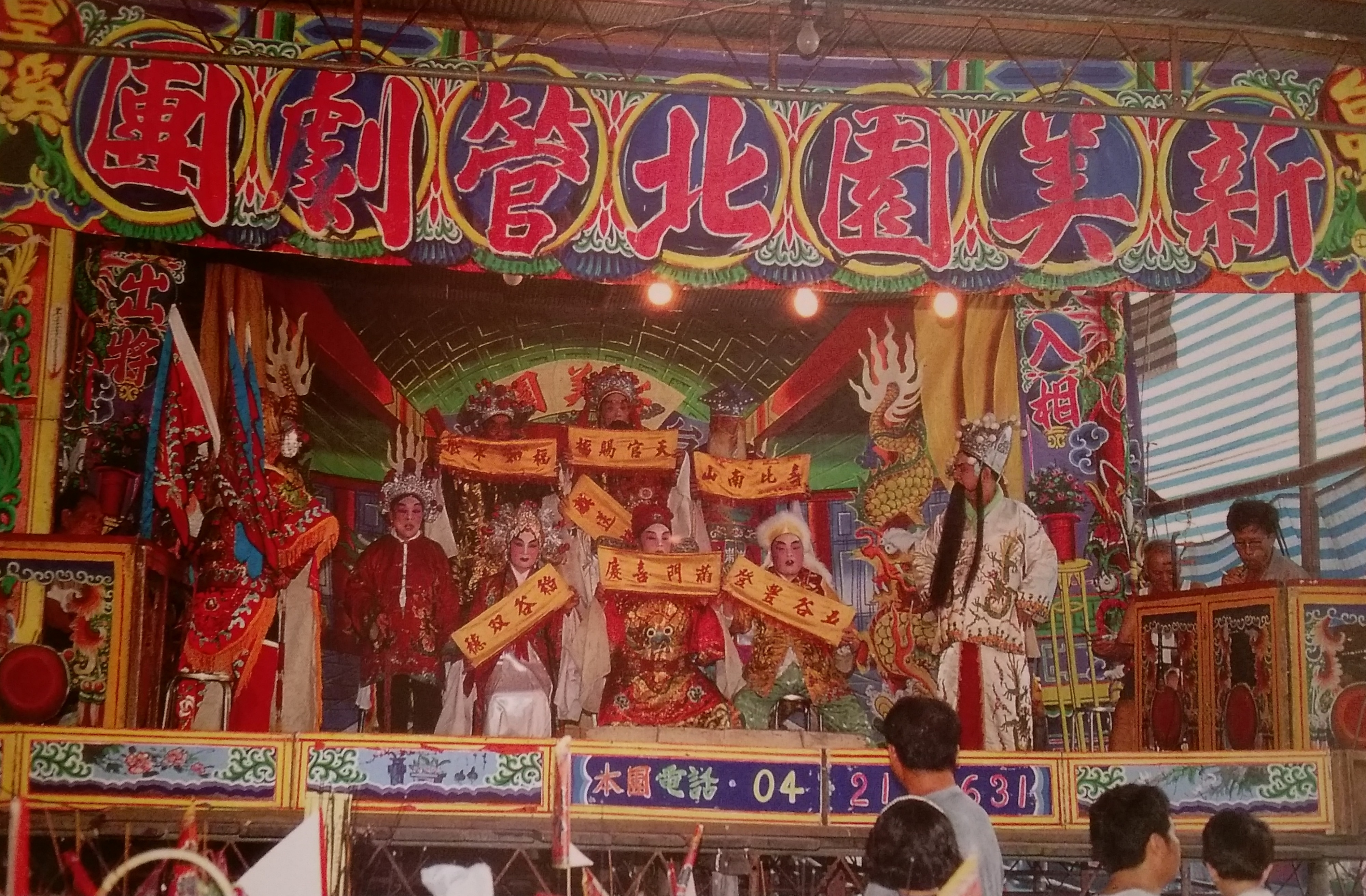
新美園北管劇團演出扮仙戲(北詞天官)

扮仙是傳統漢族戲曲文化當中相當重要的開場戲。有一句臺灣閩南語俗諺：「誤戲誤三牲」，意思是指沒有扮仙，所有的祭祀科儀都無法進行，足見扮仙戲的重要性。在諸多中國傳統劇種也有扮仙吉慶戲。

## 簡介
扮仙戲又被稱為吉祥戲，通常出場的人物（神仙）都有其象徵意義，例如最常見的福祿壽三仙，可以明顯看出其意涵，扮仙戲同時也是向神明表達人們心中的祈願，也希望透過這樣的吉祥戲賜福給人們，因此扮仙在臺灣漢族的宗教信仰、民間戲曲習俗中仍相當神聖。
臺灣漢族的宗教活動─繞境過程當中，到了有請戲班的廟宇，該戲班就會快點演出扮仙戲，就算是正在演出正戲，也得盡快改演扮仙戲向神明祈願，由這點更可以看出扮仙在臺灣漢族的心中是向神明表達心願相當重要的媒介。
通常扮仙又分為神仙戲與人間戲，其中又有一定公式，通常也有其意涵或目的。例如：三仙戲+加官+金榜，此安排最為常見。

## 民間請戲團時機
在早期的臺灣社會當中，民眾要請戲班來演戲甚是不易（不論是歌仔戲、亂彈戲、四平戲、高甲戲、改良採茶戲或掌中戲），通常都是村中的大事才有機會，通常是由廟方「撿丁錢」集合民眾的捐獻作為酬謝戲班的費用，扮仙、演戲過程相當重大且謹慎，早年民眾也相當尊敬戲班演師、演員，也更顯扮仙的重要性。
1. 在地廟宇大拜拜（謝平安、做醮...等特殊情形）
2. 在地廟宇神明壽誕
3. 農曆七月（中元普渡祭祀）
4. 民眾還願（信徒可能在廟中向神明祈願，如今心願得償後，請戲班演戲酬神）
5. 洗門風（該人犯錯、犯罪，認罪後願意公開道歉，請戲團演戲給眾人看的道歉方式之一）
6. 打賭輸了（打賭輸了之後，以請戲團娛樂眾人作為代價）

## 神仙戲種類
通常扮仙戲的神仙戲，劇目分為三大類，為三仙戲（《福祿壽三仙》）、八仙戲（《大醉八仙》）、天官戲（《天官賜福》），並以三仙戲最為常見，若請戲團的人沒有特殊要求，通常會演出三仙戲為主。另演出劇目也有些限制，例如；位階較低的神明不得演出劇中有較高階神明為角色的吉慶戲（禮樂制度），以免錯了天界的次序，故在戲目的選擇上也有著許多技巧，但在臺灣南部就無此分別，且南部特別喜歡演出天官戲（排場大又熱鬧），另戲金也有所差別，天官戲最貴，八仙戲次之，因此三仙戲為扮仙戲中的基本款。
1. 三仙戲
出場人物為：（三仙白）福仙─天官大帝、祿仙─文昌帝君、壽仙─南極仙翁、喜神（有些劇團版本為魁星）、麻姑、財神（有些劇團為白猿）、男女童。
（三仙會）福仙─天官大帝、祿仙─文昌帝君、壽仙─南極仙翁、魁星、麻姑、白猿、男女童、四值公曹。
劇情皆為福仙邀請兩位老仙前往華堂祝壽，福祿壽三仙各自帶來三樣不同的寶物前來祝壽。三仙會中出現的「四值公曹」為玉帝派出的四位神將，幫三仙開路。
（又細分為三仙白、三仙會，其中三仙會最為隆重時間長達1個多小時）
2. 八仙戲
出場人物為：（太極圖）天官紫微大帝、東方朔、男女童、南斗星君、北斗星君、牛郎星、織女星、白猿、八仙（鐵拐李、漢鍾離、呂洞賓、張果老、何仙姑、曹國舅、韓湘子及藍采和）。
劇情為蟠桃會將至，天官大帝命東方朔前往桃園摘取仙桃祝壽，邀齊八仙一同前往華堂，各自獻出寶物祝壽。
出場人物：（蟠桃會）孫悟空、二郎神、瑤池金母娘娘、霹靂大仙、八仙（鐵拐李、漢鍾離、呂洞賓、張果老、何仙姑、曹國舅、韓湘子及藍采和）
此扮仙戲是擷取北管戲曲《寶蓮燈》的其中一折，是唯一在唱曲時以絲竹樂器演奏的扮仙戲。
劇情為蟠桃會時，瑤池金母邀請眾仙共赴蟠桃會，孫悟空在聚仙橋頭觀察各路神仙的一舉一動並逐一模仿，後遇見二郎神，二人言語不合大打出手，霹靂大仙出面阻攔，暫時解決兩人的衝突。殊不知在蟠桃宴後，二人又動手，最後以霹靂大仙勸阻收尾。
出場人物：（醉仙）瑤池金母娘娘、男女童、八仙（鐵拐李、漢鍾離、呂洞賓、張果老、何仙姑、曹國舅、韓湘子及藍采和）。
劇情為蟠桃大會已到，瑤池金母邀請八仙前往華堂慶賀，八仙吟詩、拜壽後，瑤池金母準備瓊漿、仙桃與八仙同飲，八仙各個大稱好酒，大醉、大笑相扶而歸。
（又細分為太極圖、醉八仙、蟠桃會）
（戲中特色為會灑平安糖、平安酒到戲台下，平安糖代替仙桃，平安酒則是八仙醉酒後瓊漿滴落凡間，象徵神恩雨露均霑）
3. 天官戲
出場人物為：（富貴長春）天官大帝、金中財神、銀東財神、銅西財神、錫南財神、鐵北財神、五位花神、四值公曹、男女童。
劇情為下界福主人陰功浩蕩，瑞氣直衝雲霄，玉帝大喜，命天官統領五位財神與五位花神下凡賜福，最後以眾神仙一一獻上祝福收尾。
出場人物：（五福天官）上元一品賜福天官紫微大帝、福祿財神、祿位財神、壽德財神、天喜財神、五路財神、四值公曹、男女童。
劇情為下界福主人樂善好施、積德功勛，天官奉玉旨統領五位星君下凡賜福，最後以眾星君一一獻上賀詞收尾。
出場人物：（北詞天官）天官大帝、南極壽仙、天祿星、月德張仙、天喜星、牛郎星、織女星、魁星、四值公曹、男女童、五位仙童。
劇情為下界福主人樂善好施、積德功勛，天官奉玉旨統領六位星君下凡賜福，眾星君一一獻上祝福後，望見魁星從雲端現身。
出場人物：（南詞天官）天官大帝、福仙、祿仙、壽仙、喜仙、魁星、值日公曹、值月公曹、男女童。
劇情為下界福主人聖誕，天官奉玉旨統領四位星君下凡，眾星君一一獻上祝福後，天官調出魁星進爵。
現今歌仔戲多扮南詞天官，所需人員較少，劇團較能負荷，但與原本的天官戲已有所不同，據布袋戲專家表示，一般天官戲相當隆重、盛大，光是男童就需要五尊（取五子登科之意），一般小劇團根本沒有五尊男童，因此通常都以其他方式替代或象徵，現今已難看到傳統的天官戲了。也因天官戲隆重，通常長度為一小時，故天官戲之後通常不再演正戲只有扮仙或是團圓。
（又細分為五福天官、富貴長春、北詞天官、南詞天官）
4. 另有一曲金牌仙，出場人物有：張仙、註生娘娘、太白星君、太上老君                                            通常是為祈求得子或是喜獲麟兒時所演出的吉慶戲，劇情為送子張仙奉註生娘娘旨意下凡送子，途中遇見太上老君和太白星君，三仙一同下凡慶賀。但因現在多以上述三大類為主，目前此劇已越來越少被演出。

## 人間戲種類

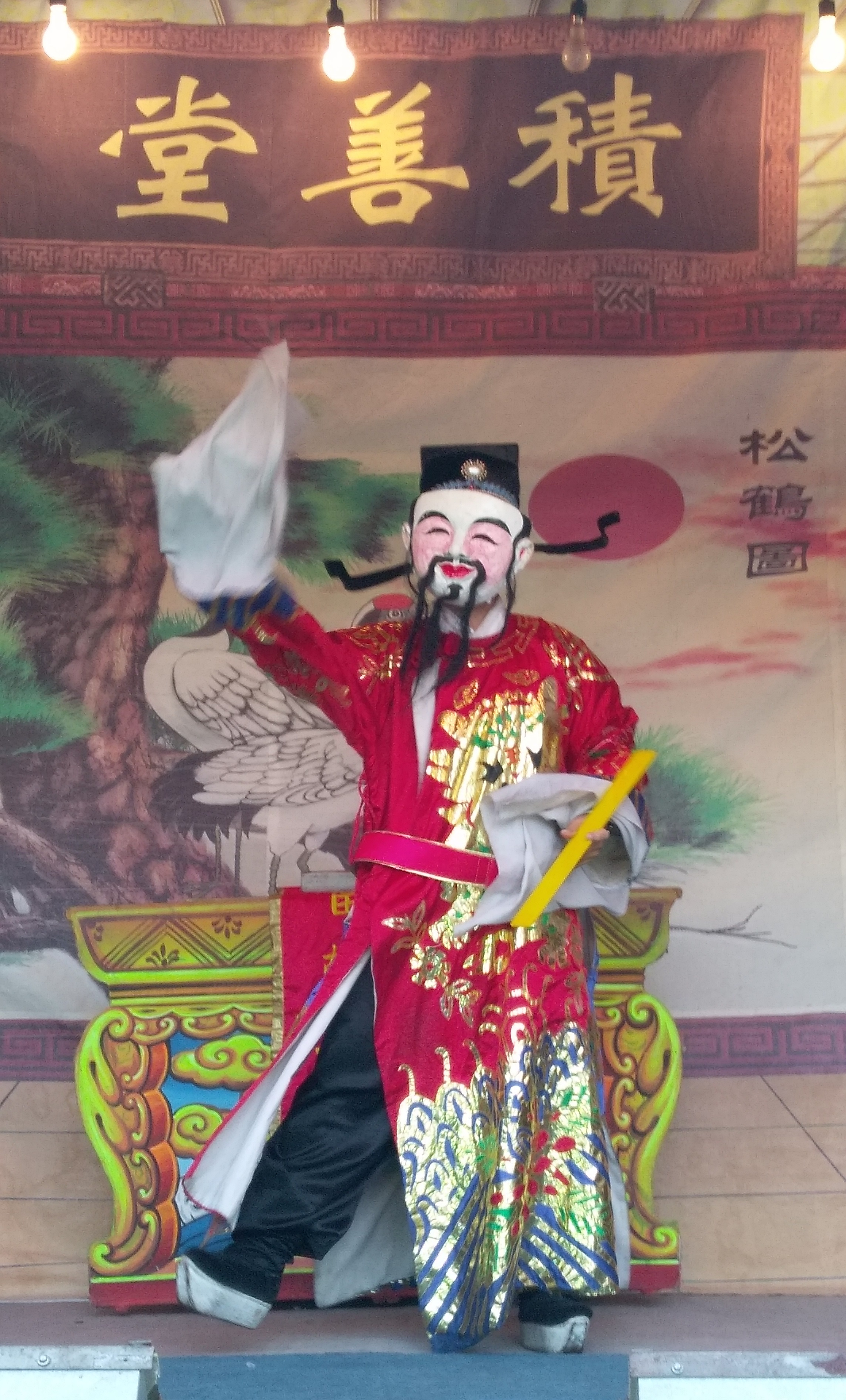
扮仙跳加官

通常人間戲都會有兩劇作為搭配，但長度大多不長，因此也不會佔用神仙戲太多時間，如同簡介所說，扮仙是人們心中的祈求，除了重要的神仙戲之外，還會以人間戲作為輔助（類似補充說明），同樣也是表現人們的心願。

- 加官：又稱為「啞巴仙」，歌仔戲演員會戴面具或「咬面具」，所以過程也不會有口白或詞，通常走四角步後會展開寫著好話的布條，大多為「加官進祿」、「當朝一品」、「升官發財」。且跳加官時全體演員也都不說話，以免招惹凶神惡煞。
- 金榜（團圓仙）：又稱為「翁某對、紅仕對」，劇情為小生受到金榜題名，小生返鄉後與小旦感謝天地恩德，共同拜謝天地，不但象徵團圓，同時也代表觀眾可以準備欣賞正戲了，故通常為整個扮仙戲的結尾。一般來說，金榜中的小生角色通常是鍾景期，小旦角色則是葛明霞，此兩角色出自《錦香亭》（又名淮揚忠義錄）。
- 封王：例如隋朝大將韓擒虎在隋滅陳之戰立功，受封為王的經過。
- 封相：例如蘇秦遊說六國，結盟抗秦，被封為縱約長，佩六國相印的經過。
- 卸甲：例如郭子儀征討安史之亂，凱旋歸來，唐肅宗欲為其脫去戰袍，封為中書令，進爵汾陽王。

## 私仙文化
時代改變，民眾的收入也比早年較為提高，也因為文化的變化、發展，現今請戲班扮仙酬神的機會增加不少，故也衍生這樣的「扮私仙」文化，通常由大家集資或廟方出資所辦的第一場扮仙戲叫做「公仙」，顧名思義是為公眾祈福所演的扮仙，私仙則是民眾看到戲班有再扮仙或是將要扮仙，覺得神明對他有所保佑、護持所以私下包紅包給戲班，請戲班再演一次扮仙以叩謝神恩，所以稱為私仙。

　　一般來說公仙最為隆重、慎重，通常扮仙時間會以30分鐘為主，給整台戲的出資者最多的祝福（廟方酬神為祝福全體信眾、私人還願則祝福該家庭或公司），此時劇團如果接到信徒要扮私仙，為避免時間拖過長，通常就會扮「緊仙」，且會以扮仙戲的基本─三仙戲為主，若是大廟在慶典或活動當中，通常一整天早、中、晚場都在扮私仙，故要加速演出而形成了「緊仙」。

　　其中布袋戲的「緊仙」劇情流程不變，僅是速度、節奏加快（通常分為15分、10分、7分、3分之差別，20分以上的扮仙戲為「全經」、20分以下則成為「半經」、10分以內為「緊仙」），而歌仔戲則是福祿壽三仙都先定位，福仙念過祝賀詞後，僅有喜神、麻姑、財神拜壽，而三仙不拜壽也不唱詞了。（通常1分半左右）

## 特殊風俗
上述重覆提到扮仙的重要性，其中業界又有個不成文規定，扮完仙若因不可抗拒之因素（地震、颱風、停電......等）而無法演出正戲，此時就可以收戲金（表示完整演出了），若扮仙還沒演完，則視為未完成，尚不可收取戲金，故戲班領戲金是以扮仙是否完成為基準，也更顯扮仙的重要。

　　現代劇團、戲班也都相當敬業，若真因特殊狀況扮完仙後無法演出正戲，會另外擇期演出，將演出時間補足。（不另收戲金）

## 拜棚
當迎神賽會中有演酬神戲時，早期古禮陣頭與神轎會有「拜棚」動作，陣頭或神轎會向戲棚參禮，而戲班會派出財神(也有一說為福仙或團長)參禮接駕(請金奉香)，現今大多民眾誤會為神尊看戲，早期戲班上都有安奉田都元帥或西秦王爺神尊，實為向戲班祖師爺相互禮敬。而參禮緣由有以下幾種說法：
- 禮敬戲神：早期戲班上都有安奉田都元帥或西秦王爺神尊，神轎向戲班祖師爺參禮，戲班人員則以請金、奉香回禮。
- 禮敬三仙：迎神賽會中若神明隊伍來到戲棚前，戲班會改演扮仙接駕，此時通常是演出三仙戲，陣頭向戲棚參禮，戲班則請財神或福仙禮拜回禮。